# Artur Żmijewski (Schauspieler)

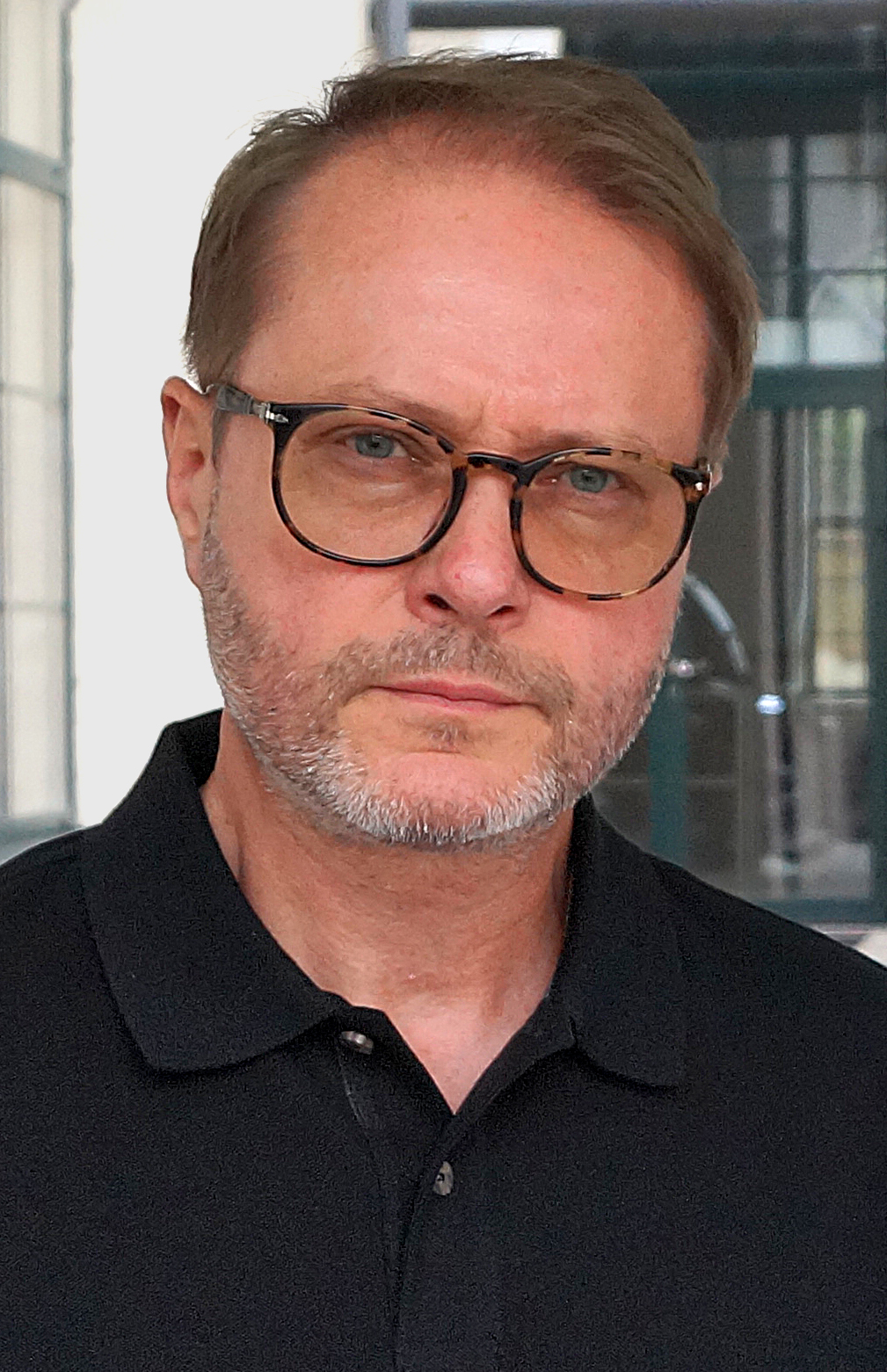
Artur Żmijewski (2018)

Artur Żmijewski (* 10. April 1966 in Radzymin) ist ein polnischer Schauspieler.
Sein Schauspieldebüt feierte Żmijewski im Jahr 1989 mit dem polnischen Film Liebesfesseln (Stan posiadania). Seinen wichtigsten Auftritt hatte er im Film Das Massaker von Katyn (2007) mit der Rolle des Andrzej. Seit 2008 spielt er in der polnischen Fernsehserie Ojciec Mateusz, einer Neuverfilmung von Don Matteo, die Hauptrolle des Priesters Mateusz Żmigrodzki. Insgesamt war er bislang in annähernd 50 Film- und Fernsehproduktionen zu sehen.

## Filmografie (Auswahl)
- 1989: Liebesfesseln (Stan posiadania)
- 1996: Der Soldat aus dem Regen (Deszczowy żołnierz)
- 1998: Demony wojny według Goi
- 2007: Das Massaker von Katyn (Katyń)
- seit 2008: Ojciec Mateusz
- 2014: Operation Arsenal – Schlacht um Warschau (Kamienie na szaniec)